# Рододендрон Костера
Рододендрон Костера (лат. Rhododendron × kosterianum) — листопадный кустарник, вид гибридного происхождения рода Рододендрон (Rhododendron), семейства Вересковые (Ericaceae).
Систематическое положение спорное. По современной систематике это гибрид между двумя подвидами: Rhododendron molle ssp. japonicum × Rhododendron molle ssp. molle. В садоводстве группа гибридов полученная в результате скрещивания между этими растениями относится к группе Моллис-гибриды, или Моллис-азалии (англ. Mollis Hybrid Azalea, или Mollis-hybrids).
В середине XIX века активную работу по селекции рододендронов начали специалисты Германии и Голландии. В Германии первым начал заниматься селекцией рододендронов садовод М. Костер, который, скрещивая в основном листопадные рододендроны, положил начало совершенствованию Моллис-азалий, созданной в Бельгии и Голландии. С его первыми сортами садоводы были ознакомлены в 1870 году. В честь М. Костера эта раса именуется «× kosterianum».
Rhododendron × kosterianum был использован в программе создания зимостойких рододендронов университета города Миннесота (США).

## В культуре
Моллис-азалии часто реализуются в виде сеянцев, без названия сорта. Приобретая эти гибриды, покупатель может получить растения с не предсказуемой окраской цветка, от жёлтой через все оттенки розово-оранжевого до почти красной. Моллис-гибриды лучше себя чувствуют при хорошем освещении, для полноценного цветения их рекомендуется высаживать в местах хорошо освещаемых солнцем. Зимостойки в условиях Санкт-Петербурга.